# Karolina Ramqvist
Annika Virtanen Ramqvist, nota con lo pseudonimo di Karolina Ramqvist (Göteborg, 8 novembre 1976), è una scrittrice e giornalista svedese, autrice di diversi best seller.
I romanzi di Ramqvist esplorano «questioni contemporanee di sessualità, commercializzazione, isolamento e appartenenza». Il giornale svedese Expressen ha recensito il suo quarto romanzo Den vita staden, pubblicato in svedese nel 2015, dichiarando che «ha cementificato la posizione di Karolina Ramqvist come uno degli autori più interessanti della Svezia».

## Biografia
Annika Ramqvist è nata a Göteborg e ha esordito col suo primo romanzo nel 1997 utilizzando lo pseudonimo di "Karolina Ramqvist", guadagnandosi subito il plauso di pubblico e critica, ma divenendo nota internazionalmente solo due anni dopo, nel 1999, dopo aver pubblicato una lettera privata di Ulf Lundell nell'antologia femminista svedese Fittstim. Nel 2014 ha scritto la sceneggiatura del cortometraggio Cupcake, che ha vinto lo Short Grand Prix al Festival di Varsavia e il premio per il miglior film al Sleepwalkers International Short Film Festival di Tallinn.
Ramqvist ha raggiunto il successo internazionale nel 2015 con Den vita staden, aggiudicandosi inoltre il PO Enquist Literary Prize, dato a un autore nordico che, secondo la giuria, «ha un grande valore artistico e il potenziale per raggiungere un pubblico internazionale, ma non ha ancora avuto la sua rottura internazionale».
È inoltre stata caporedattrice della rivista Arena ed editorialista di Dagens Nyheter. con il quale ha due figli.

## Vita privata
È sposata col giornalista Fredrik Virtanen, con il quale ha avuto due figli.

## Opere
- När svenska pojkar började dansa (When Swedish Boys Started Dancing), Stoccolma: Bokförlaget DN, 1997, ISBN 91-7588-178-0.
- More Fire, Stoccolma: Modernista, 2002, ISBN 91-88748-15-4.
- Nån där? Texter om framtidens kommunikation (Is anyone there? Texts on future communication), Stoccolma: Premiss förlag, 2008, ISBN 978-91-85343-20-1.
- Flickvännen (The Girlfriend), Stoccolma: Wahlström & Widstrand, 2009, ISBN 978-91-46-21995-8.
- Alltings början (The Beginning), Stoccolma: Norstedts, 2012, ISBN 978-91-1-304129-2.
- Fredskåren (Peace Corps), Stoccolma: Myrios Novellförlag / Natur & Kultur, 2012, ISBN 978-91-7534-007-4.
- Farväl, mitt kvinnofängelse (Farewell, My Female Prison), Stoccolma: Novellix, 2013, ISBN 978-91-7-589007-4
- Den vita staden (The White City), Stoccolma: Norstedts, 2015, ISBN 978-91-1-306433-8
- The White City, New York: Black Cat/Grove Atlantic, 2017, ISBN 978-08-0-212595-8
- Det är natten (It Is the Night), Stoccolma: Norstedts, 2016, ISBN 978-91-1-307488-7
- Björnkvinnan, Stoccolma: Norstedts, 2016, ISBN 978-91-1308449-7
- Estratto da Det är natten (pubblicato come The Writer as Public Figure vs. The Writer Who Actually Writes), New York: The Literary Hub,[10] 2017